# انستیتوی ملی فناوری هوافضا
انستیتوی ملی فناوری هوافضا (Instituto Nacional de Técnica Aeroespacial)، یک آژانس تحقیقاتی مستقل از دولت اسپانیا است که مسئولیت تحقیقات هوافضا، هوانوردی، هیدرودینامیک و تحقیقات مربوط به فناوری‌های دفاعی و امنیتی دولتی را بر عهده دارد.